# Michael Pfeiffer
Michael Pfeiffer (Eschweiler, 1925. július 19. – Vaals, Hollandia, 2018. január 2.) német labdarúgó, edző.

## Pályafutása
Az SG Eschweiler csapatában kezdte a labdarúgást. 1949 és 1958 között az Alemannia Aachen, 1958 és 1961 között a Rot-Weiß Essen 1961 és 1963 között a holland Fortuna 54 Geleen labdarúgója volt.
1954-ben egy alkalommal szerepelt a nyugatnémet válogatottban.
1963 és 1965 között a holland Roda vezetőedzője volt. 1967 és 1969 között korábbi csapata az Alemannia Aachen szakmai munkáját irányította. Az 1970–71-es idényben az FK Pirmasens csapatánál tevékenykedett. 1972-ben az osztrák Austria Salzburg vezetőedzője volt. Az 1973–74-es idényben ismét az Alemanniánál edzősködött. 1976–77-ben a BSV Schwenningen, 1980–81-ben a tunéziai CS Sfaxien vezetőedzőjeként tevékenykedett.